# Phalera minor
Phalera minor är en fjärilsart som beskrevs av Nagano 1916. Phalera minor ingår i släktet Phalera och familjen tandspinnare. Inga underarter finns listade i Catalogue of Life.